# Peninsula Developmental Road
Die Peninsula Developmental Road ist eine Fernverkehrsstraße im tropischen Norden von Queensland, Australien. Sie verläuft in Süd-Nord-Richtung und hat eine Länge von 685 Kilometern. Sie ist die einzige Straßenverbindung auf die Kap-York-Halbinsel. Auf ihrer gesamten Länge ist sie unbefestigt.

## Verlauf
Die Peninsula Developmental Road zweigt in Lakeland vom Mulligan Highway (S81) nach Nordwesten ab.
Sie führt am Südwestrand des Lakefield-Nationalparks entlang und folgt dann in ca. 50–60 Kilometer Abstand der Ostküste der Halbinsel. Nördlich des Mungkan-Kandju-Nationalparks führt nach Norden die Telegraph Road weiter Richtung Kap York. Die Peninsula Developmental Road biegt Richtung Westküste ab, die sie in Weipa, zugleich der größten Siedlung an dieser Straße, erreicht. Von dort aus führt sie weitere 86 Kilometer nach Norden und findet am Culleen Point, einem Kap am Port Musgrave, ihr Ende.
Der höchste Punkt im Verlauf des Highways liegt auf 546 m, der niedrigste auf 21 m.
Von der Peninsula Developmental Road zweigen viele Stichstraßen zu Schafzuchtstationen ab.